# Commission des services judiciaires du Bangladesh
La Commission des services judiciaires du Bangladesh est une commission gouvernementale chargée du recrutement et de l'examen des juges au Bangladesh et est située à Dhaka, la capitale du pays,. Le juge Hasan Foez Siddique (en) est l'actuel président de la commission, qui est surtout connue pour le maintien d'un recrutement équitable, grâce auquel les étudiants les plus talentueux sont recrutés dans l'appareil judiciaire du Bangladesh et les juges recrutés sous son autorité jouent un rôle de pointe dans le système judiciaire du Bangladesh.
La raison d'être de la commission peut être caractérisée comme étant l'identification des personnes à la magistrature en fonction de leurs capacités intellectuelles, de leurs capacités d'analyse et de leur connaissance générale des lois.

## History
La commission a été créée en 2007. Un juge de la section d'appel est choisi pour la présider Elle est dirigée par un président et un conseil d'administration composé de 10 membres.